# Fousseni Diabaté
Fousseni Diabaté (Aubervilliers, Francia, 18 de octubre de 1995) es un futbolista maliense que juega como delantero en el F. C. Lausana-Sport de la Superliga de Suiza.

## Trayectoria
Estuvo en la academia juvenil del Stade Rennais F. C. durante siete años antes de ser expulsado, y luego se unió al Stade de Reims. Jugó para los reservas del E. A. Guingamp, llegando a disputar dos partidos de competiciones coperas con el primer equipo, antes de unirse al Gazélec Ajaccio el 20 de junio de 2017. Hizo su debut profesional con el Gazélec Ajaccio en el empate 1-1 contra el Valenciennes F. C. en la Ligue 2 el 28 de julio de 2017, asistiendo en el gol de la igualdad.
El 13 de enero de 2018 se fue al Leicester City F. C. por una tarifa desconocida. Dos semanas después hizo su debut con el Leicester City en el partido de cuarta ronda de la FA Cup 2017-18 contra el Peterborough United F. C. y anotó por duplicado en la victoria por 5-1.
Se unió al Sivasspor en préstamo en enero de 2019.

## Clubes
| Club                   | País       | Año       | Partidos | Goles |
| ---------------------- | ---------- | --------- | -------- | ----- |
| E. A. Guingamp         | Francia    | 2016-2017 | 2        | 0     |
| Gazélec Ajaccio        | Francia    | 2017-2018 | 21       | 5     |
| Leicester City F. C.   | Inglaterra | 2018-2020 | 19       | 2     |
| Sivasspor (cesión)     | Turquía    | 2019      | 17       | 2     |
| Amiens S. C. (cesión)  | Francia    | 2019-2020 | 24       | 1     |
| Trabzonspor            | Turquía    | 2020-2022 | 7        | 0     |
| Göztepe S. K. (cesión) | Turquía    | 2021      | 18       | 3     |
| Giresunspor (cesión)   | Turquía    | 2021-2022 | 34       | 6     |
| Partizán de Belgrado   | Serbia     | 2022-2023 | 45       | 7     |
| F. C. Lausana-Sport    | Suiza      | 2023-     | 67       | 10    |